# 1925年德國總統選舉
1925年德意志國聯邦大總統選舉是指分別在1925年3月29日、4月26日，由德意志國為選出聯邦大總統所舉辦的二輪投票。最後由德国总参谋部前參謀長、陸軍元帥保羅·馮·興登堡在第二輪投票中擊敗普魯士自由邦總理威廉·馬克思，成為威瑪共和國首位全民直接選舉產生的國家元首。